# Wartburg Knights
Wartburg Knights – nazwa drużyn sportowych Wartburg College w Waverly, biorących udział w akademickich rozgrywkach w American Rivers Conference, National Collegiate Athletic Association i Midwest Lacrosse Conference.

## Sekcje sportowe uczelni
- Baseball
- Bieg przełajowy
- Futbol amerykański
- Golf
- Koszykówka
- Lacrosse → Midwest Women's Lacrosse Conference
- Lekkoatletyka
- Piłka nożna
- Piłka siatkowa
- Softball → Women's College World Series
- Tenis
- Zapasy → NCAA Division III

## Obiekty sportowe[2][3],
- Waverly Sports & Wellness Center
- Walston-Hoover Stadium - stadion lekkoatletyczny i futbolu amerykańskiego
- Hertel Field - boisko do baseballu
- Lynes Field - boisko do softballu
- Prairie Links Golf & Event Center - pole golfowe i centrum sportowe
- Levick Arena - hala do koszykówki, siatkówki i zapasów
- Hoover Fieldhouse and Track - hala do tenisa i zimowy ośrodek sportowy
- Korty tenisowe
- Boiska do piłki nożnej
- Boiska do lacrosse